# Outeiro (Boqueijón)
Outeiro (en gallego y oficialmente, O Outeiro) es una localidad española situada en la parroquia de Lamas, del municipio de Boqueijón, en la provincia de La Coruña, Galicia.

## Demografía
| Gráfica de evolución demográfica de O Outeiro entre 2009 y 2018 |
|                                                                 |
| Datos según el nomenclátor publicado por el INE.                |